# Simulamerelina
Simulamerelina là một chi ốc biển nhỏ, là động vật thân mềm chân bụng sống ở biển trong họ Rissoidae.

## Các loài
Các loài trong chi Simulamerelina gồm có:
- Simulamerelina caribaea (d’Orbigny, 1842)[2]
- Simulamerelina corruga (Laseron, 1956)
- Simulamerelina didyma (Watson, 1886)
- Simulamerelina mauritiana (Martens, 1880)
- Simulamerelina novemstriata Faber & Moolenbeek, 2004[3]